# توماس دوير
توماس دوير (بالإنجليزية: Thomas Doerr)‏ هو مهندس معماري أمريكي، ولد في 23 يوليو 1964 في Hill Air Force Base ‏ في الولايات المتحدة.